# 4514 Vilen
4514 Vilen là một tiểu hành tinh vành đai chính với chu kỳ quỹ đạo là 1311.5902277 ngày (3.59 năm).
Nó được phát hiện ngày 19 tháng 4 năm 1972.